# MKS Myszków
MKS Myszków ist ein polnischer Fußballverein aus Myszków in der Woiwodschaft Schlesien, der am 17. Januar 1947 gegründet wurde.
Seine erfolgreichsten Zeiten hatte der Verein, als er in den Jahren 1994 bis 2002 in der 2. Liga spielte, damals die zweithöchste polnische Spielklasse. In der Saison 1999/2000 erreichte der Verein das Achtelfinale des polnischen Pokals. In der Saison 2002/03 spielte der Club in der III. Liga in der Gruppe 3 und belegte den 14. Tabellenplatz, was den Abstieg in die IV. Liga zur Folge hatte. Danach spielte der Club einige Jahre lang in der IV Liga Grupa Śląska I. In der Saison 2009/10 stieg der Verein in die 3. Liga auf, zog sich jedoch nach Abschluss der Saison zurück und spielte in der Saison 2012/13 nur noch in der Klasa A. Seit der Saison 2015/16 spielt der Verein wieder in der IV. Liga. Früher war der Verein unter den Namen Unity Myszków, Papiernik Myszków, Krisbut Myszków und MŻKS Myszkow bekannt.
Bekannte Spieler waren u. a. Adam Szolc, der hier vier Jahre als Kapitän spielte.

## Weblink
- Homepage des Vereins (polnisch)